# ありましの
ありましの（Arima Shino、1979年4月4日）は、鹿児島県出身のシンガーソングライター。血液型O型。
2005年1月にアルバム「アイノウタ」でデビュー。

## 略歴
- 1999年春、アコースティックデュオ「Nobody Knows」を結成。 2001年「Nobody knows」名でCDをリリース。
- 大学卒業後関西中心に音楽活動。
- 2003年春上京。都内でライブ活動を行う。
- 2005年デビューアルバム「アイノウタ」をリリース。
- 2006年セカンドアルバム「ヒカリノワ」をリリース。
- 2006年サマーソニック2006に出演。
- 2007年サードアルバム「コノセカイ」をリリース。

## ディスコグラフィー

### シングル
- くじら橋 (2007年1月10日)
- 菜種梅雨 (2012年1月18日)

### アルバム
- Nobody Knows（Nobody Knows名義）
- アイノウタ（2005年1月26日）
- ヒカリノワ（2006年4月26日）
- コノセカイ（2007年4月25日）
- 今日も一日いい日だったかなぁ・・・？ (2008年10月22日)
- recollection (2010年11月3日)

### オムニバス
- 中西チョイス (収録曲「25時」「Can you see the light？」「夕暮れにうたう歌」)

## 音楽活動
- 宇宙戦艦ヤマト2202 愛の戦士たち 第三章 純愛篇 エンディング主題歌「君、ヒトヒラ」(歌・作詞)
- 宇宙戦艦ヤマト2202 愛の戦士たち 第五章 煉獄篇 エンディング主題歌「ようらんか」(歌)